# Farfadern

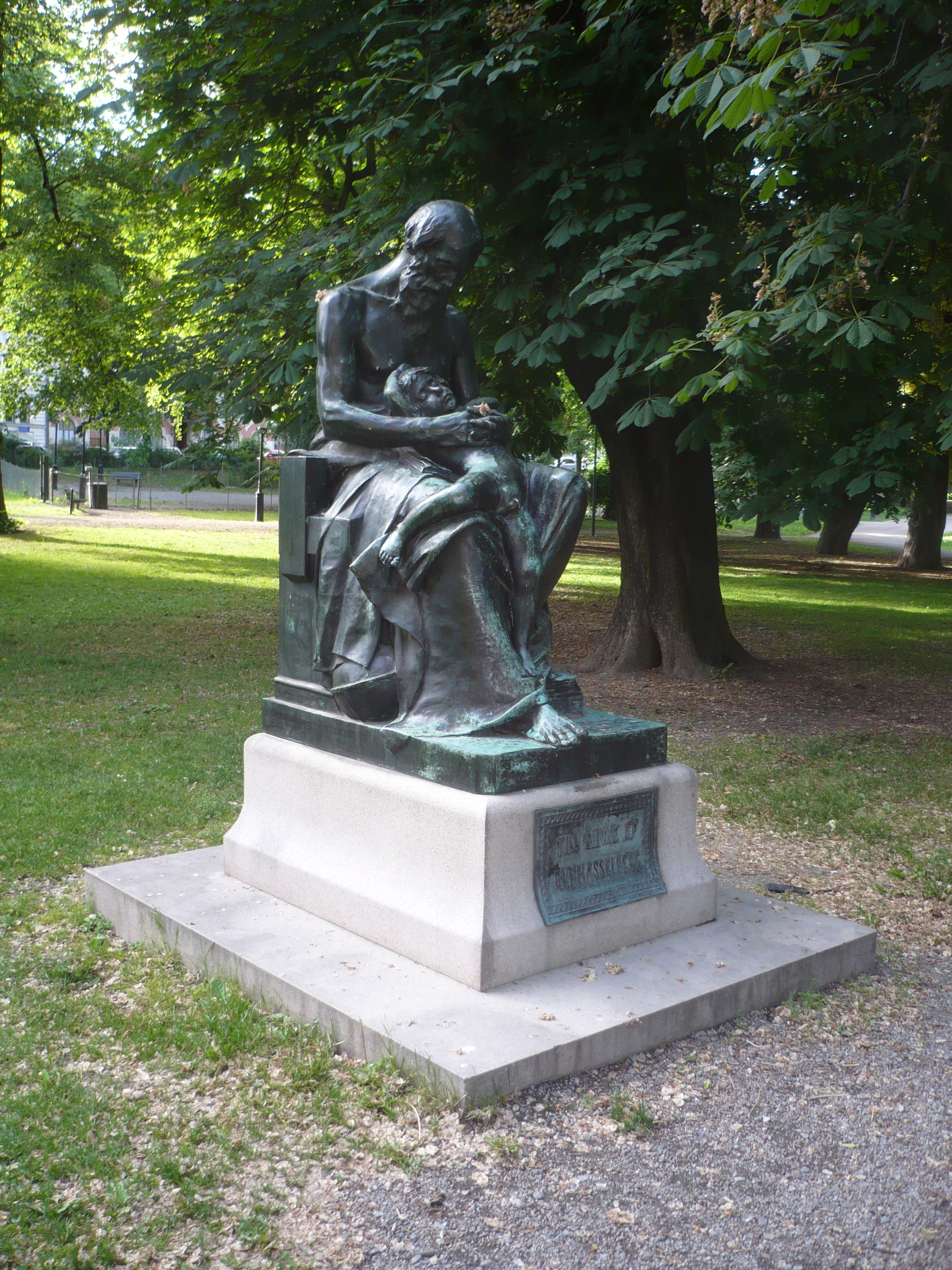
Farfadern i Humlegården i Stockholm.

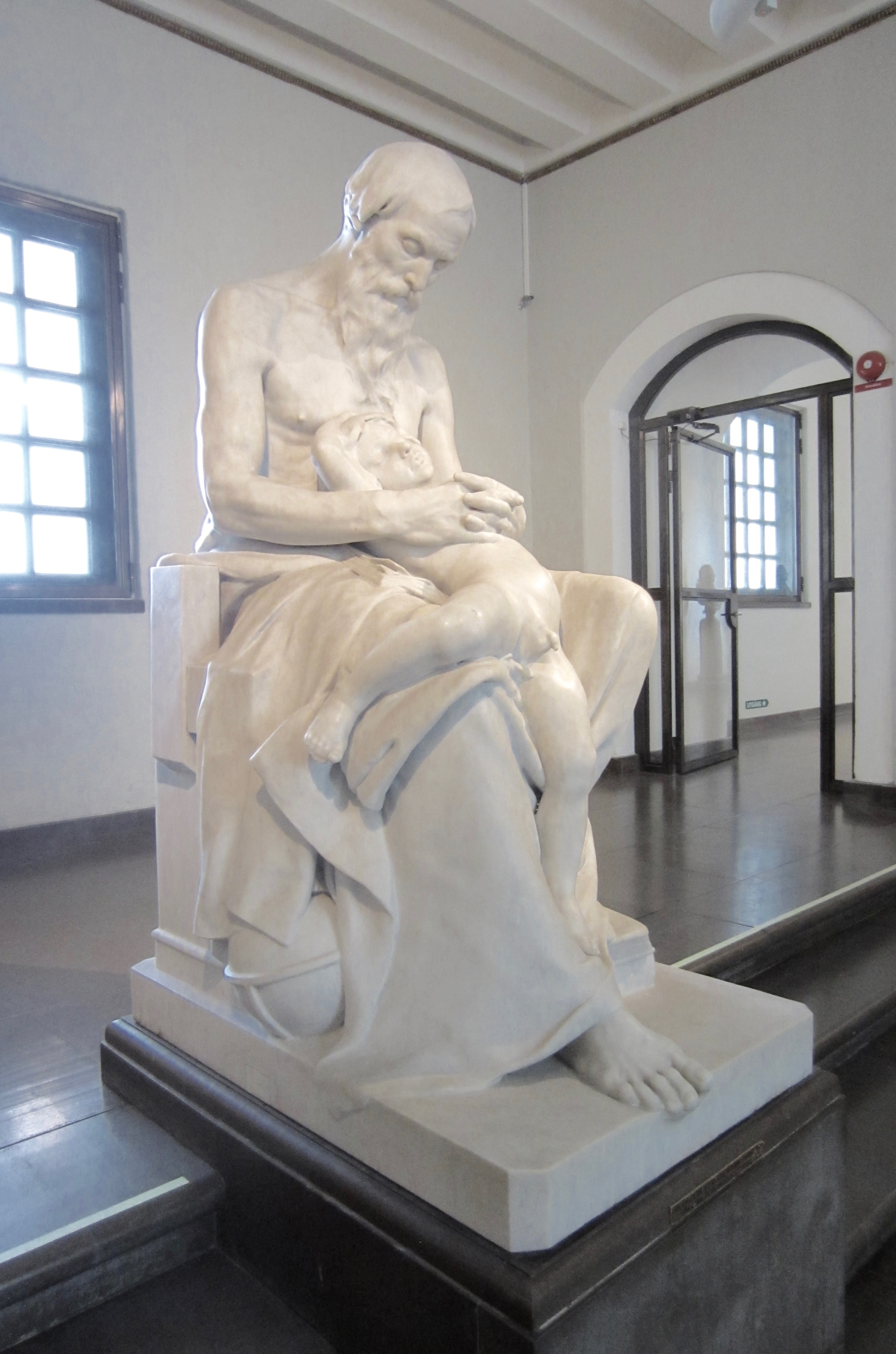
Farfadern i Göteborgs konstmuseum.

Farfadern (franska: L'Aiëul) är en skulptur av en sittande äldre  man med en pojke i knät, utförd i gips av Per Hasselberg 1885–86. 
Originalet är inte bevarat, men skulpturen göts i brons i januari 1896 under ledning av Christian Eriksson, knappt två år efter Hasselbergs död. Statyn finns vid Kungliga bibliotekets västra gavel i Humlegården, Stockholm. 
Efter Hasselbergs död utförde Christian Eriksson även ett efterarbete i marmor för Pontus Fürstenbergs konstsamling. Detta finns numera i Göteborgs konstmuseum.
”Farfadern” brukar tolkas som en symbol för det åldrande livet och den unga gossen för det nyss påbörjade. Skulpturen väckte upprörd debatt i sin samtid, då den av vissa personer kunde uppfattas som stötande. Skulpturen figurerar som det centrala ämnet i novellen Vox populi (Folkets röst) från maj 1897 av Hjalmar Söderberg.

## Exemplar (urval)
- Skiss i terracotta (31,5 cm), 1885, Nationalmuseum, (NMSk 1060).[6]
- Original i gips 1886 (ej bevarad).[7]
- Gjuten i brons (32 cm), 1895, Prins Eugens Waldemarsudde, (W 257).[6]
- Huggen i marmor 1895 av Christian Eriksson för Fürstenbergska galleriet i Göteborg efter Per Hasselbergs död. Numera placerad på Göteborgs konstmuseum, (Sk 164).[6]
- Gjuten i brons 1896 av Gruet Jeune, Paris och placerad i Humlegården, Stockholm.[7]